# Phước Sơn, Đồng Nai
Phước Sơn là một xã thuộc tỉnh Đồng Nai, Việt Nam.
Xã Phước Sơn có diện tích 103 km², dân số năm 2002 là 4.841 người, mật độ dân số đạt 47 người/km².